# Klinča Sela
Klinča Sela é uma vila e município da Croácia localizado no condado de Zagreb.